# Contiki
Contiki(컨터키)는 메모리 제약 시스템과 저전력 무선 만물(사물) 인터넷 디바이스에 초점을 둔 네트워크를 위한 운영 체제이다. 컨터키는 거리 조명, 스마트 도시를 위한 사운드 모니터링, 방사선 모니터링 그리고 알람 시스템에 사용되고 있다. BSD (Berkeley Software Distribution) 라이선스 아래 배포되고 있는 오픈 소스 소프트웨어이다.

## 같이 보기
- RIOT (운영체제)
- TinyOS